# Зоновское сельское поселение (Тюменская область)
Зоновское сельское поселение — муниципальное образование в Юргинском районе Тюменской области.
Административный центр — село Зоново.

## Состав поселения
В состав сельского поселения входят: 
- село Зоново
- деревня Синьга
- деревня Барсуки